# XIV Międzynarodowy Konkurs Pianistyczny im. Fryderyka Chopina
XIV Międzynarodowy Konkurs Pianistyczny im. Fryderyka Chopina (również XIV Konkurs Chopinowski) – 14. edycja Międzynarodowego Konkursu Pianistycznego im. Fryderyka Chopina, która odbyła się w dniach 4–22 października 2000 w Warszawie. Konkurs został zorganizowany przez Towarzystwo im. Fryderyka Chopina.

## Charakterystyka konkursu

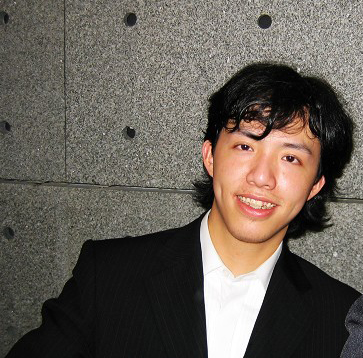
Zwycięzca konkursu, Chińczyk Li Yundi

Wzięło w nim udział 94 pianistów z 25 krajów. Dyrektorem konkursu był Albert Grudziński, a dyrektorem-koordynatorem, Tomasz Stanicki. Honorowym gościem konkursu była królowa hiszpańska Sophia.
Przesłuchania konkursowe zostały podzielone na trzy etapy, które odbyły się w dniach: 5–9 października (I etap), 11–14 października (II etap) i 15–16 października (III etap). Koncerty finałowe trwały od 18 do 19 października. Konkurs wygrał Chińczyk Li Yundi zdobywając nagrodę główną w postaci złotego medalu i kwoty w wysokości 25 000 $. W dniach 20–22 października odbyły się trzy końcowe koncerty laureatów.

## Kalendarium
| Kalendarz konkursu    |       |             |             |             |             |             |       |             |             |             |             |             |             |       |       |       |       |       |       |      |      |
| Faza konkursu         | Data  | Data        | Data        | Data        | Data        | Data        | Data  | Data        | Data        | Data        | Data        | Data        | Data        | Data  | Data  | Data  | Data  | Data  | Data  | Data | Data |
| Faza konkursu         | 4.10  | 5.10        | 6.10        | 7.10        | 8.10        | 9.10        | 10.10 | 11.10       | 12.10       | 13.10       | 14.10       | 15.10       | 16.10       | 17.10 | 18.10 | 19.10 | 20.10 | 21.10 | 22.10 |      |      |
| Koncert inauguracyjny | 19:30 |             |             |             |             |             |       |             |             |             |             |             |             |       |       |       |       |       |       |      |      |
| I etap                |       | 10:00 17:00 | 10:00 17:00 | 10:00 17:00 | 10:00 17:00 | 10:00 17:00 |       |             |             |             |             |             |             |       |       |       |       |       |       |      |      |
| II etap               |       |             |             |             |             |             |       | 10:00 17:00 | 10:00 17:00 | 10:00 17:00 | 10:00 17:00 |             |             |       |       |       |       |       |       |      |      |
| III etap              |       |             |             |             |             |             |       |             |             |             |             | 10:00 17:00 | 10:00 17:00 |       |       |       |       |       |       |      |      |
| Finał                 |       |             |             |             |             |             |       |             |             |             |             |             |             |       | 18:00 | 18:00 |       |       |       |      |      |
| Koncerty laureatów    |       |             |             |             |             |             |       |             |             |             |             |             |             |       |       |       | 19:00 | 19:00 | 19:00 |      |      |

## Uczestnicy
Zgodnie z regulaminem XIV edycji konkursu mogła do niego przystąpić osoba w wieku 17–28 lat. Należało do 1 marca 2000 m.in. oprócz zgłoszenia przesłać kasetę video z wyszczególnionymi w regulaminie i nagranymi przez kandydata utworami Fryderyka Chopina. Następnie powołana przez organizatora konkursu, komisja kwalifikacyjna dokonała wyboru najlepszych wykonawców, kwalifikując ich i zapraszając do udziału w konkursie. Komisja kwalifikacyjna wyłoniła 98 pianistów z 25 krajów. Ostatecznie po rezygnacji czworga pianistów, do przesłuchań konkursowych przystąpiło 94 z nich:
| Lp. | Uczestnik             | Kraj      |
| 1.  | Ingrid Fliter         | Argentyna |
| 2.  | Laura Clare McDonald  | Australia |
| 3.  | Juri Blinow           | Białoruś  |
| 4.  | Peter Petrow          | Bułgaria  |
| 5.  | Georgi Pironkow       | Bułgaria  |
| 6.  | Cai Chao-yin          |           |
| 7.  | Chen Cheng            |           |
| 8.  | Ju Jin                |           |
| 9.  | Yao Lan               |           |
| 10. | Chen Sa               |           |
| 11. | Yang Shahshan         |           |
| 12. | Tan Xiaotang          |           |
| 13. | Huang Yameng          |           |
| 14. | Hou Ying Jun          |           |
| 15. | Li Yundi              |           |
| 16. | Liao Chiao-han        |           |
| 17. | Hu Ching-yun          |           |
| 18. | Judy Chuang (Wen-chi) |           |
| 19. | Yen Chun-chien        |           |
| 20. | Yi Fan-chiang         |           |
| 21. | Martin Kasík          | Czechy    |
| 22. | Aissa Bah             | Finlandia |
| 23. | Daria Fadeeva         | Francja   |
| 24. | Marylin Frascone      | Francja   |
| 25. | Etsuko Hirose         | Francja   |
| 26. | Maxence Pilchen       | Francja   |
| 27. | Nicolas Stavy         | Francja   |
| 28. | Nino Gurewicz         | Gruzja    |
| 29. | Marianna Prjevalskaya | Hiszpania |
| 30. | Ka-Ling Colleen Lee   | Hongkong  |
| 31. | Kam Wing-Chong        | Hongkong  |
| 32. | Ran Dank              | Izrael    |

| Lp. | Uczestnik           | Kraj             |
| 33. | Daniel Vaiman       | Izrael           |
| 34. | Nami Ejiri          | Japonia          |
| 35. | Yoko Horie          | Japonia          |
| 36. | Chihiro Ishioka     | Japonia          |
| 37. | Takeshi Kakehashi   | Japonia          |
| 38. | Hisako Kawamura     | Japonia          |
| 39. | Tokiko Kobayakawa   | Japonia          |
| 40. | Yurie Miura         | Japonia          |
| 41. | Musica Miyazawa     | Japonia          |
| 42. | Yuki Negishi        | Japonia          |
| 43. | Rieko Nezu          | Japonia          |
| 44. | Mitsue Niimi        | Japonia          |
| 45. | Mako Okamoto        | Japonia          |
| 46. | Chiho Sakamoto      | Japonia          |
| 47. | Katsushige Satō     | Japonia          |
| 48. | Mika Satō           | Japonia          |
| 49. | Eri Yamabe          | Japonia          |
| 50. | Hiroaki Yamaguchi   | Japonia          |
| 51. | Yuko Yoshida        | Japonia          |
| 52. | Miroslav Dacić      |                  |
| 53. | Vladimir Milošević  |                  |
| 54. | Justyna Maj         | Kanada           |
| 55. | Ryo Yanagitani      | Kanada           |
| 56. | Libby Yu            | Kanada           |
| 57. | Kim Jeong-won       | Korea Południowa |
| 58. | Yearim Lee          | Korea Południowa |
| 59. | Lee Yong-kyu        | Korea Południowa |
| 60. | Yoo Yung-wook       | Korea Południowa |
| 61. | Andrej Jusow        | Niemcy           |
| 62. | Yorck Hardy Rittner | Niemcy           |
| 63. | Michał Białk        | Polska           |
| 64. | Katarzyna Borek     | Polska           |

| Lp. | Uczestnik             | Kraj              |
| 65. | Paweł Kubica          | Polska            |
| 66. | Piotr Machnik         | Polska            |
| 67. | Joanna Marcinkowska   | Polska            |
| 68. | Karol Roman Masternak | Polska            |
| 69. | Małgorzata Sajna      | Polska            |
| 70. | Natalia Sawościanik   | Polska            |
| 71. | Radosław Sobczak      | Polska            |
| 72. | Julia Stetkiewicz     | Polska            |
| 73. | Daniel Wnukowski      | Polska            |
| 74. | Piotr Żukowski        | Polska            |
| 75. | Feodor Amirow         | Rosja             |
| 76. | Walentina Igoszyna    | Rosja             |
| 77. | Aleksandr Kobrin      | Rosja             |
| 78. | Aleksej Komarow       | Rosja             |
| 79. | Tatjana Larionowa     | Rosja             |
| 80. | Lidia Reznikowa       | Rosja             |
| 81. | Mihaela Ursuleasa     | Rumunia           |
| 82. | Ning An               | Stany Zjednoczone |
| 83. | Jun Asai              | Stany Zjednoczone |
| 84. | Brenda Huang          | Stany Zjednoczone |
| 85. | Hiroko Kunitake       | Stany Zjednoczone |
| 86. | Nagai Mami            | Stany Zjednoczone |
| 87. | Alina Chalikowa       | Ukraina           |
| 88. | Andrii Szeltonoh      | Ukraina           |
| 89. | Lola Astanowa         | Uzbekistan        |
| 90. | Giuseppe Albanese     | Włochy            |
| 91. | Francesco Giorgetti   | Włochy            |
| 92. | Federico Lovato       | Włochy            |
| 93. | Alberto Nosè          | Włochy            |
| 94. | Roberto Prosseda      | Włochy            |

| Lp. | Uczestnik             | Kraj      |
| 1.  | Ingrid Fliter         | Argentyna |
| 2.  | Laura Clare McDonald  | Australia |
| 3.  | Juri Blinow           | Białoruś  |
| 4.  | Peter Petrow          | Bułgaria  |
| 5.  | Georgi Pironkow       | Bułgaria  |
| 6.  | Cai Chao-yin          |           |
| 7.  | Chen Cheng            |           |
| 8.  | Ju Jin                |           |
| 9.  | Yao Lan               |           |
| 10. | Chen Sa               |           |
| 11. | Yang Shahshan         |           |
| 12. | Tan Xiaotang          |           |
| 13. | Huang Yameng          |           |
| 14. | Hou Ying Jun          |           |
| 15. | Li Yundi              |           |
| 16. | Liao Chiao-han        |           |
| 17. | Hu Ching-yun          |           |
| 18. | Judy Chuang (Wen-chi) |           |
| 19. | Yen Chun-chien        |           |
| 20. | Yi Fan-chiang         |           |
| 21. | Martin Kasík          | Czechy    |
| 22. | Aissa Bah             | Finlandia |
| 23. | Daria Fadeeva         | Francja   |
| 24. | Marylin Frascone      | Francja   |
| 25. | Etsuko Hirose         | Francja   |
| 26. | Maxence Pilchen       | Francja   |
| 27. | Nicolas Stavy         | Francja   |
| 28. | Nino Gurewicz         | Gruzja    |
| 29. | Marianna Prjevalskaya | Hiszpania |
| 30. | Ka-Ling Colleen Lee   | Hongkong  |
| 31. | Kam Wing-Chong        | Hongkong  |
| 32. | Ran Dank              | Izrael    |

| Lp. | Uczestnik           | Kraj             |
| 33. | Daniel Vaiman       | Izrael           |
| 34. | Nami Ejiri          | Japonia          |
| 35. | Yoko Horie          | Japonia          |
| 36. | Chihiro Ishioka     | Japonia          |
| 37. | Takeshi Kakehashi   | Japonia          |
| 38. | Hisako Kawamura     | Japonia          |
| 39. | Tokiko Kobayakawa   | Japonia          |
| 40. | Yurie Miura         | Japonia          |
| 41. | Musica Miyazawa     | Japonia          |
| 42. | Yuki Negishi        | Japonia          |
| 43. | Rieko Nezu          | Japonia          |
| 44. | Mitsue Niimi        | Japonia          |
| 45. | Mako Okamoto        | Japonia          |
| 46. | Chiho Sakamoto      | Japonia          |
| 47. | Katsushige Satō     | Japonia          |
| 48. | Mika Satō           | Japonia          |
| 49. | Eri Yamabe          | Japonia          |
| 50. | Hiroaki Yamaguchi   | Japonia          |
| 51. | Yuko Yoshida        | Japonia          |
| 52. | Miroslav Dacić      |                  |
| 53. | Vladimir Milošević  |                  |
| 54. | Justyna Maj         | Kanada           |
| 55. | Ryo Yanagitani      | Kanada           |
| 56. | Libby Yu            | Kanada           |
| 57. | Kim Jeong-won       | Korea Południowa |
| 58. | Yearim Lee          | Korea Południowa |
| 59. | Lee Yong-kyu        | Korea Południowa |
| 60. | Yoo Yung-wook       | Korea Południowa |
| 61. | Andrej Jusow        | Niemcy           |
| 62. | Yorck Hardy Rittner | Niemcy           |
| 63. | Michał Białk        | Polska           |
| 64. | Katarzyna Borek     | Polska           |

| Lp. | Uczestnik             | Kraj              |
| 65. | Paweł Kubica          | Polska            |
| 66. | Piotr Machnik         | Polska            |
| 67. | Joanna Marcinkowska   | Polska            |
| 68. | Karol Roman Masternak | Polska            |
| 69. | Małgorzata Sajna      | Polska            |
| 70. | Natalia Sawościanik   | Polska            |
| 71. | Radosław Sobczak      | Polska            |
| 72. | Julia Stetkiewicz     | Polska            |
| 73. | Daniel Wnukowski      | Polska            |
| 74. | Piotr Żukowski        | Polska            |
| 75. | Feodor Amirow         | Rosja             |
| 76. | Walentina Igoszyna    | Rosja             |
| 77. | Aleksandr Kobrin      | Rosja             |
| 78. | Aleksej Komarow       | Rosja             |
| 79. | Tatjana Larionowa     | Rosja             |
| 80. | Lidia Reznikowa       | Rosja             |
| 81. | Mihaela Ursuleasa     | Rumunia           |
| 82. | Ning An               | Stany Zjednoczone |
| 83. | Jun Asai              | Stany Zjednoczone |
| 84. | Brenda Huang          | Stany Zjednoczone |
| 85. | Hiroko Kunitake       | Stany Zjednoczone |
| 86. | Nagai Mami            | Stany Zjednoczone |
| 87. | Alina Chalikowa       | Ukraina           |
| 88. | Andrii Szeltonoh      | Ukraina           |
| 89. | Lola Astanowa         | Uzbekistan        |
| 90. | Giuseppe Albanese     | Włochy            |
| 91. | Francesco Giorgetti   | Włochy            |
| 92. | Federico Lovato       | Włochy            |
| 93. | Alberto Nosè          | Włochy            |
| 94. | Roberto Prosseda      | Włochy            |

## Repertuar
Zgodnie z tradycją, w konkursie wykonywane były wyłącznie utwory Fryderyka Chopina. Regulamin stanowił, że uczestnicy mieli do wyboru określone utwory spośród dostępnych grup, grane z pamięci. 
| Wykaz utworów | | | | |
| Faza konkursu | Utwór | Utwór | Utwór | Utwór |
| Etap I        | Jeden z następujących nokturnów: Nokturn H-dur op. 9 nr 3; Nokturn G-dur op. 37 nr 2; Nokturn c-moll op. 48 nr 1; Nokturn fis-moll op. 48 nr 2; Nokturn Es-dur op. 55 nr 2; Nokturn H-dur op. 62 nr 1; Nokturn E-dur op. 62 nr 2. | Jedna z następujących etiud: Etiuda C-dur op. 10 nr 1; Etiuda cis-moll op. 10 nr 4; Etiuda Ges-dur op. 10 nr 5; Etiuda F-dur op. 10 nr 8; Etiuda c-moll op. 10 nr 12; Etiuda a-moll op. 25 nr 11. | Jedna z następujących etiud: Etiuda a-moll op. 10 nr 2; Etiuda C-dur op. 10 nr 7; Etiuda As-dur op. 10 nr 10; Etiuda Es-dur op. 10 nr 11; Etiuda a-moll op. 25 nr 4; Etiuda e-moll op. 25 nr 5; Etiuda gis-moll op. 25 nr 6; Etiuda h-moll op. 25 nr 10. | Jeden z następujących utworów: Ballada g-moll op. 23 Ballada F-dur op. 38 Ballada As-dur op. 47 Ballada f-moll op. 52 Barkarola Fis-dur op. 60 Fantazja f-moll op. 49. |
| Etap II       | Jeden z następujących polonezów: Andante spianato i Polonez Es-dur op. 22; Polonez fis-moll op. 44; Polonez As-dur op. 53; Polonez-Fantazja As-dur op. 61.                                                                        | Jedno z następujących scherz: Scherzo h-moll op. 20; Scherzo b-moll op. 31; Scherzo cis-moll op. 39; Scherzo E-dur op. 54.                                                                        | Jeden z następujących walców: Walc Es-dur op. 18; Walc As-dur op. 34 nr 1; Walc F-dur op. 34 nr 3; Walc As-dur op. 42; Walc As-dur op. 64 nr 3. | Jeden z następujących utworów: Impromptu Fis-dur op. 36; Impromptu Ges-dur op. 51; Rondo F-dur op. 5; Rondo Es-dur op. 16; co najmniej cztery kolejne preludia z op. 28, począwszy od nr 8; Preludium cis-moll op. 45; Berceuse Des-dur op. 57; Tarantela As-dur op. 43; Etiuda es-moll op. 10 nr 6; Etiuda cis-moll op. 25 nr 7. |
| Etap III      | Pełny cykl mazurków spośród następujących opusów: 17; 24; 30; 33; 41; 50; 56; 59. | Pełny cykl mazurków spośród następujących opusów: 17; 24; 30; 33; 41; 50; 56; 59. | Jedna z następujących sonat: Sonata b-moll op. 35 lub Sonata h-moll op. 58. | Jedna z następujących sonat: Sonata b-moll op. 35 lub Sonata h-moll op. 58. |
| Finał         | Jeden z koncertów: Koncert fortepianowy e-moll op. 11 lub Koncert fortepianowy f-moll op. 21. | Jeden z koncertów: Koncert fortepianowy e-moll op. 11 lub Koncert fortepianowy f-moll op. 21. | Jeden z koncertów: Koncert fortepianowy e-moll op. 11 lub Koncert fortepianowy f-moll op. 21. | Jeden z koncertów: Koncert fortepianowy e-moll op. 11 lub Koncert fortepianowy f-moll op. 21. |

## Fortepiany konkursowe
Pianiści uczestniczący w XIV Konkursie Chopinowskim mogli wybrać fortepian, na którym grali podczas konkursu, spośród czterech instrumentów następujących marek: Kawai, Steinway (nr końcowy 25), Steinway (nr końcowy 30) i Yamaha. 58 z 94 uczestników wybrało fortepiany marki Steinway. Kilka razy pianiści w trakcie konkursu zmieniali markę fortepianu (Piotr Machnik czy Feodor Amirow).

## Jury
Do konkursowego przebiegu przesłuchań oraz podziału nagród powołano jury, w następującym składzie:
| Skład jury |                         |                              |                              |
| Lp.        | Juror                   | Kraj                         | Funkcja                      |
| 1.         | Andrzej Jasiński        | Polska                       | przewodniczący jury          |
| 2.         | Piotr Paleczny          | Polska                       | wiceprzewodniczący jury      |
| 3.         | Bernard Ringeissen      | Francja                      | wiceprzewodniczący jury      |
| 4.         | Martha Argerich         | Argentyna                    | członek jury                 |
| 5.         | Edward Auer             | Stany Zjednoczone            | członek jury                 |
| 6.         | Paul Badura-Skoda       | Austria                      | członek jury                 |
| 7.         | Arnoldo Cohen           | Wielka Brytania              | członek jury                 |
| 8.         | Sequeira Costa          | Portugalia Stany Zjednoczone | członek jury                 |
| 9.         | Halina Czerny-Stefańska | Polska                       | członek jury                 |
| 10.        | Ikuko Endō              | Japonia                      | członek jury                 |
| 11.        | Kazimierz Gierżod       | Polska                       | członek jury                 |
| 12.        | Lidia Grychtołówna      | Polska                       | członek jury                 |
| 13.        | Adam Harasiewicz        | Polska                       | członek jury                 |
| 14.        | Eugene Indjic           | Stany Zjednoczone            | członek jury                 |
| 15.        | Ivan Klánský            | Czechy                       | członek jury                 |
| 16.        | Wiktor Mierżanow        | Rosja                        | członek jury                 |
| 17.        | Germaine Mounier        | Francja                      | członek jury                 |
| 18.        | Hiroko Nakamura         | Japonia                      | członek jury                 |
| 19.        | Sergio Perticaroli      | Włochy                       | członek jury                 |
| 20.        | Annerose Schmidt        | Niemcy                       | członek jury                 |
| 21.        | Regina Smendzianka      | Polska                       | członek jury                 |
| 22.        | Józef Stompel           | Polska                       | członek jury                 |
| 23.        | Arie Vardi              | Izrael                       | członek jury                 |
|            |                         |                              |                              |
| 24.        | Jan Ekier               | Polska                       | honorowy przewodniczący jury |

Po zakończeniu konkursu przewodniczący jury Andrzej Jasiński w wypowiedzi dla dziennikarzy tak podsumował konkurs stwierdzając m.in.:

Chciałbym również podkreślić, że Yundi Li jest bardzo dojrzały jak na swój wiek, a co najważniejsze – czuje muzykę Chopina. Nie bywa w swych interpretacjach kontrowersyjny, gra pięknym dźwiękiem i ma przy tym fantazję, urok oraz perlistą technikę. Jest to tym bardziej ważne, że nie usłyszeliśmy podczas tegorocznego konkursu zbyt wielu wyróżniających się interpretacji prawdziwie chopinowskich, czego dowodem jest przede wszystkim nieprzyznanie nagrody za najlepsze wykonanie mazurków. Mówię to z pewnym smutkiem. Wystąpiło – i taka jest opinia jurorów – wielu pianistów, którzy grają finezyjnie, z fantazją, znakomicie technicznie, natomiast w owej technicznej ozdobności za mało było serca. Może to jest znak naszych czasów, kiedy dążenie do nowoczesności za wszelką cenę zagłusza w człowieku to, co romantyczne. A bez tego granie mazurków, czy w ogóle całego Chopina, jest bardzo trudne.

### System oceny występów pianistów
System kwalifikacji różnił się w sposób zasadniczy od regulaminów poprzednich konkursów. Ocena gry uczestników konkursu opierała się na dwóch systemach.
- System A – polegał na postawieniu przy nazwisku z listy uczestników, deklaratywnej oceny "tak" lub "nie". Po każdym z trzech etapów system ten kwalifikował pianistę lub nie, do przejścia do kolejnego etapu. Był też podstawą przyznawania nagród specjalnych[12].
- System B – polegał na punktacji pianisty: po I, II i III etapie w skali od 1 do 100, jako system wspomagający, a po finale w skali od 1 do 12 punktów, jako system stosowany przy przyznawaniu nagród regulaminowych[12].

Po zakończeniu przesłuchań danego etapu i dokonaniu obliczeń jurorzy otrzymywali wyniki przesłuchań w formie wykazu liczb głosów "tak", uszeregowanych od liczby najwyższej do najniższej, jednakże bez średnich arytmetycznych ocen punktowych. Jury decydowało drogą jawnego głosowania, przy której pozycji zamknąć wykaz głosów "tak" kwalifikujących do przejścia do kolejnego etapu. W przypadku niemożności wyłonienia pełnej grupy kandydatów do kolejnych etapów systemem A, wykorzystywano system B, dopuszczając kolejnych najwyżej punktowanych uczestników. Liczbę dopuszczonych do kolejnych etapów określał regulamin konkursu.

## Przebieg konkursu

### Koncert inauguracyjny
Konkurs rozpoczął się 4 października koncertem inauguracyjnym w warszawskiej Filharmonii Narodowej. Wystąpiła Orkiestra Symfoniczna Filharmonii Narodowej pod dyrekcją Kazimierza Korda, skrzypek Konstanty Andrzej Kulka, którzy wykonali Koncert na orkiestrę – Witolda Lutosławskiego oraz Koncert skrzypcowy A-dur op. 8 – Mieczysława Karłowicza oraz solistka Elżbieta Szmytka (sopran), którzy wykonali III Symfonię Pieśń o nocy op. 27: na tenor, chór mieszany i orkiestrę do słów Dżaluladdina Rumiego – Karola Szymanowskiego.

### I etap
5 października 2000 rozpoczął się I etap konkursu. Pianiści występowali w kolejności ustalonej na podstawie losowania liter alfabetu (wylosowano literę „M”). Jako pierwszy w I etapie wystąpił Polak Piotr Machnik. Uczestnicy przez pięć kolejnych dni występowali kolejno w dwóch sesjach: porannej (rozpoczynającej się o godzinie 10:00) i popołudniowej (rozpoczynającej się o godzinie 17:00).

### II etap
Do II etapu zostało dopuszczonych 38 pianistów (w tym 4 Polaków) mających najwyższą średnią arytmetyczną ocen punktowych wszystkich jurorów przy jednoczesnym uwzględnieniu procentowych wskaźników subiektywnej deklaracji dopuszczenia ich do II etapu.
| Lp. | Uczestnik             | Kraj      |
| 1.  | Ingrid Fliter         | Argentyna |
| 2.  | Juri Blinow           | Białoruś  |
| 3.  | Chen Cheng            |           |
| 4.  | Ju Jin                |           |
| 5.  | Chen Sa               |           |
| 6.  | Tan Xiaotang          |           |
| 7.  | Li Yundi              |           |
| 8.  | Yen Chun-chien        |           |
| 9.  | Martin Kasík          | Czechy    |
| 10. | Etsuko Hirose         | Francja   |
| 11. | Maxence Pilchen       | Francja   |
| 12. | Nicolas Stavy         | Francja   |
| 13. | Marianna Prjevalskaya | Hiszpania |

| Lp. | Uczestnik           | Kraj             |
| 14. | Ka-Ling Colleen Lee | Hongkong         |
| 15. | Nami Ejiri          | Japonia          |
| 16. | Takeshi Kakehashi   | Japonia          |
| 17. | Yurie Miura         | Japonia          |
| 18. | Rieko Nezu          | Japonia          |
| 19. | Mika Satō           | Japonia          |
| 20. | Hiroaki Yamaguchi   | Japonia          |
| 21. | Vladimir Milošević  |                  |
| 22. | Kim Jeong-won       | Korea Południowa |
| 23. | Yoo Yung-wook       | Korea Południowa |
| 24. | Andrej Jusow        | Niemcy           |
| 25. | Yorck Hardy Rittner | Niemcy           |
| 26. | Piotr Machnik       | Polska           |

| Lp. | Uczestnik           | Kraj              |
| 27. | Natalia Sawościanik | Polska            |
| 28. | Radosław Sobczak    | Polska            |
| 29. | Daniel Wnukowski    | Polska            |
| 30. | Feodor Amirow       | Rosja             |
| 31. | Walentina Igoszyna  | Rosja             |
| 32. | Aleksandr Kobrin    | Rosja             |
| 33. | Aleksej Komarow     | Rosja             |
| 34. | Mihaela Ursuleasa   | Rumunia           |
| 35. | Ning An             | Stany Zjednoczone |
| 36. | Giuseppe Albanese   | Włochy            |
| 37. | Alberto Nosè        | Włochy            |
| 38. | Roberto Prosseda    | Włochy            |

| Lp. | Uczestnik             | Kraj      |
| 1.  | Ingrid Fliter         | Argentyna |
| 2.  | Juri Blinow           | Białoruś  |
| 3.  | Chen Cheng            |           |
| 4.  | Ju Jin                |           |
| 5.  | Chen Sa               |           |
| 6.  | Tan Xiaotang          |           |
| 7.  | Li Yundi              |           |
| 8.  | Yen Chun-chien        |           |
| 9.  | Martin Kasík          | Czechy    |
| 10. | Etsuko Hirose         | Francja   |
| 11. | Maxence Pilchen       | Francja   |
| 12. | Nicolas Stavy         | Francja   |
| 13. | Marianna Prjevalskaya | Hiszpania |

| Lp. | Uczestnik           | Kraj             |
| 14. | Ka-Ling Colleen Lee | Hongkong         |
| 15. | Nami Ejiri          | Japonia          |
| 16. | Takeshi Kakehashi   | Japonia          |
| 17. | Yurie Miura         | Japonia          |
| 18. | Rieko Nezu          | Japonia          |
| 19. | Mika Satō           | Japonia          |
| 20. | Hiroaki Yamaguchi   | Japonia          |
| 21. | Vladimir Milošević  |                  |
| 22. | Kim Jeong-won       | Korea Południowa |
| 23. | Yoo Yung-wook       | Korea Południowa |
| 24. | Andrej Jusow        | Niemcy           |
| 25. | Yorck Hardy Rittner | Niemcy           |
| 26. | Piotr Machnik       | Polska           |

| Lp. | Uczestnik           | Kraj              |
| 27. | Natalia Sawościanik | Polska            |
| 28. | Radosław Sobczak    | Polska            |
| 29. | Daniel Wnukowski    | Polska            |
| 30. | Feodor Amirow       | Rosja             |
| 31. | Walentina Igoszyna  | Rosja             |
| 32. | Aleksandr Kobrin    | Rosja             |
| 33. | Aleksej Komarow     | Rosja             |
| 34. | Mihaela Ursuleasa   | Rumunia           |
| 35. | Ning An             | Stany Zjednoczone |
| 36. | Giuseppe Albanese   | Włochy            |
| 37. | Alberto Nosè        | Włochy            |
| 38. | Roberto Prosseda    | Włochy            |

### III Etap
Do III etapu jury konkursu dopuściło 12 pianistów (w tym Polaka Radosława Sobczaka).
| Lp. | Uczestnik          | Kraj              |
| 1.  | Ingrid Fliter      | Argentyna         |
| 2.  | Chen Sa            | Chiny             |
| 3.  | Li Yundi           | Chiny             |
| 4.  | Etsuko Hirose      | Francja           |
| 5.  | Nicolas Stavy      | Francja           |
| 6.  | Mika Satō          | Japonia           |
| 7.  | Radosław Sobczak   | Polska            |
| 8.  | Walentina Igoszyna | Rosja             |
| 9.  | Aleksandr Kobrin   | Rosja             |
| 10. | Mihaela Ursuleasa  | Rumunia           |
| 11. | Ning An            | Stany Zjednoczone |
| 12. | Alberto Nosè       | Włochy            |

| Lp. | Uczestnik          | Kraj              |
| 1.  | Ingrid Fliter      | Argentyna         |
| 2.  | Chen Sa            | Chiny             |
| 3.  | Li Yundi           | Chiny             |
| 4.  | Etsuko Hirose      | Francja           |
| 5.  | Nicolas Stavy      | Francja           |
| 6.  | Mika Satō          | Japonia           |
| 7.  | Radosław Sobczak   | Polska            |
| 8.  | Walentina Igoszyna | Rosja             |
| 9.  | Aleksandr Kobrin   | Rosja             |
| 10. | Mihaela Ursuleasa  | Rumunia           |
| 11. | Ning An            | Stany Zjednoczone |
| 12. | Alberto Nosè       | Włochy            |

### Finał
Decyzją jury do finału zakwalifikowano 6 pianistów. Pięciu finalistów zdecydowało się na wykonanie Koncertu fortepianowego e-moll op. 11, tylko Argentynka Ingrid Fliter wybrała Koncert f-moll op. 21.
| Lp. | Finalista        | Kraj      |
| 1.  | Ingrid Fliter    | Argentyna |
| 2.  | Chen Sa          | Chiny     |
| 3.  | Li Yundi         | Chiny     |
| 4.  | Mika Satō        | Japonia   |
| 5.  | Aleksandr Kobrin | Rosja     |
| 6.  | Alberto Nosè     | Włochy    |

| Lp. | Finalista        | Kraj      |
| 1.  | Ingrid Fliter    | Argentyna |
| 2.  | Chen Sa          | Chiny     |
| 3.  | Li Yundi         | Chiny     |
| 4.  | Mika Satō        | Japonia   |
| 5.  | Aleksandr Kobrin | Rosja     |
| 6.  | Alberto Nosè     | Włochy    |

## Inne wydarzenia
17 października 2000, w 151. rocznicę śmierci Fryderyka Chopina, odbyły się związane z tym uroczystości: msza święta, a następnie nadzwyczajny koncert oratoryjny z utworem Requiem Wolfganga Amadeusa Mozarta w bazylice św. Krzyża w wykonaniu solistów oraz chóru i orkiestry Filharmonii Narodowej pod dyrekcją Kazimerza Korda.

## Nagrody i wyróżnienia
Zdobywcy trzech pierwszych miejsc zostali uhonorowani medalami. Wszyscy finaliści otrzymali stosownie do zajętego miejsca bądź wyróżnienia odpowiednią nagrodę finansową. Przewidziano również nagrody specjalne oraz nagrody pozaregulaminowe wraz z zaproszeniami m.in. na cykle koncertów. Zgodnie z regulaminem nagrodzeni zobowiązani byli do udziału w kończących konkurs, koncertach laureatów. Poza tym wszyscy uczestnicy II i III etapu, którzy nie zostali finalistami otrzymali okolicznościowe dyplomy. 
| Nagrody główne               |                    |                   |                  |                                           |
| Nagroda                      | Laureat            | Kraj              | Wysokość nagrody | Fundator nagrody                          |
| złoto                        | Li Yundi           | Chiny             | 25 000 $         | Minister Kultury i Dziedzictwa Narodowego |
| srebro                       | Ingrid Fliter      | Argentyna         | 20 000 $         | Minister Kultury i Dziedzictwa Narodowego |
| brąz                         | Aleksandr Kobrin   | Rosja             | 15 000 $         | Minister Kultury i Dziedzictwa Narodowego |
| 4                            | Chen Sa            | Chiny             | 11 000 $         | Minister Kultury i Dziedzictwa Narodowego |
| 5                            | Alberto Nosè       | Włochy            | 8000 $           | Minister Kultury i Dziedzictwa Narodowego |
| 6                            | Mika Satō          | Japonia           | 6000 $           | Minister Kultury i Dziedzictwa Narodowego |
| Wyróżnienia                  |                    |                   |                  |                                           |
| Wyróżniony                   | Wyróżniony         | Kraj              | Wysokość nagrody | Fundator nagrody                          |
| Ning An                      | Ning An            | Stany Zjednoczone | 2000 $           | Minister Kultury i Dziedzictwa Narodowego |
| Etsuko Hirose                | Etsuko Hirose      | Francja           | 2000 $           | Minister Kultury i Dziedzictwa Narodowego |
| Walentina Igoszyna           | Walentina Igoszyna | Rosja             | 2000 $           | Minister Kultury i Dziedzictwa Narodowego |
| Radosław Sobczak             | Radosław Sobczak   | Polska            | 2000 $           | Minister Kultury i Dziedzictwa Narodowego |
| Nicolas Stavy                | Nicolas Stavy      | Francja           | 2000 $           | Minister Kultury i Dziedzictwa Narodowego |
| Mihaela Ursuleasa            | Mihaela Ursuleasa  | Rumunia           | 2000 $           | Minister Kultury i Dziedzictwa Narodowego |
| Nagrody Specjalne            |                    |                   |                  |                                           |
| Nagroda                      | Nagrodzony         | Kraj              | Wysokość nagrody | Fundator nagrody                          |
| Najlepsze wykonanie poloneza | Chen Sa            | Chiny             | 5000 $           | Towarzystwo im. Fryderyka Chopina         |
| Najlepsze wykonanie poloneza | Li Yundi           | Chiny             | 5000 $           | Towarzystwo im. Fryderyka Chopina         |
| Najlepsze wykonanie mazurków | Nie przyznano      |                   |                  |                                           |
| Najlepsze wykonanie koncertu | Nie przyznano      |                   |                  |                                           |

Zwycięzca Konkursu Li Yundi wykonał podczas trwania konkursu następujące utwory:
| Zwycięzca     | Li Yundi                                                                                              | Li Yundi                                                                                                  | Li Yundi | Li Yundi                           |
| Faza konkursu | Etap I                                                                                                | Etap II                                                                                                   | Etap III | Finał                              |
| Data          | 9 października                                                                                        | 14 października                                                                                           | 16 października | 19 października                    |
| Utwory        | Nokturn c-moll op. 48 nr 1 Etiuda a-moll op. 10 nr 2 Etiuda a-moll op. 25 nr 11 Ballada f-moll op. 52 | Scherzo b-moll op. 31 Berceuse Des-dur op. 57 Walc As-dur op. 42 Andante spianato i Polonez Es-dur op. 22 | Mazurek gis-moll op. 33 nr 1 Mazurek C-dur op. 33 nr 2 Mazurek D-dur op. 33 nr 3 Mazurek h-moll op. 33 nr 4 Sonata h-moll op. 58 | Koncert fortepianowy e-moll op. 11 |